# Dionísio Castro
Dionísio Silva Castro (Fermentões-Guimarães, 22 november 1963) is een voormalige langeafstandsloper uit Portugal. Op 31 maart 1990 liep hij een wereldrecord op de 20.000 m in 57.18,4. Dit Europees record hield tientallen jaren stand, totdat het ten slotte in september 2020 werd verbeterd.

## Loopbaan
Zijn tweelingbroer Domingos is eveneens een langeafstandsloper die tot de wereldtop behoorde. Beiden vertegenwoordigden Portugal op de Olympische Spelen van Seoel in 1988 en de Olympische Spelen van Barcelona in 1992.
In 1986 liep hij met zijn tweelingbroer de 10.000 m op de Goodwill Games. Hij werd derde in 28.12,04 en zijn broer werd eerste in 28.11,21.

## Titels
- Portugees kampioen 5000 m - 1990
- Portugees kampioen marathon - 1987
- Portugees kampioen 15 km - 1990
- Iberisch kampioen 10.000 m - 1991

## Persoonlijke records
| Onderdeel | Prestatie           | Datum            | Plaats    |
| --------- | ------------------- | ---------------- | --------- |
| 5000 m    | 13.23,12            | 4 september 1987 | Rome      |
| 10.000 m  | 27.42,84            | 13 mei 1988      | Tokio     |
| 20.000 m  | 57.18,4 (ex-AR; NR) | 31 maart 1990    | La Flèche |
| uurloop   | 20,943 m            | 31 maart 1990    | La Flèche |
| marathon  | 2:11.54             | 5 april 1992     | Rotterdam |

## Palmares

### 5000 m
- 1987: 8e WK - 13.30,94
- 1990: 4e EK - 13.23,99
- 1991: 8e WK - 13.35,39
- 1997: 14e WK - 13.31,74

### 10.000 m
- 1986:  Goodwill Games - 28.12,04
- 1986: 11e EK - 28.17,46
- 1988: DNF series OS

### 10 Eng. mijl
- 1988: 8e Dam tot Damloop - 47.20

### marathon
- 1992: 5e marathon van Rotterdam - 2:11.54
- 1992: DNF OS
- 1994: 16e marathon van Rotterdam - 2:17.44
- 1995: 19e marathon van Wenen - 2:36.30